# Loseiro
Loseiro (llamada oficialmente San Martiño de Louseiro) es una parroquia y una aldea española del municipio de Sarria, en la provincia de Lugo, Galicia.

## Organización territorial
La parroquia está formada por nueve entidades de población, constando una de ellas en el nomenclátor del Instituto Nacional de Estadística español:
- Barrio (O Barrio)
- Cima de Vila
- Lence
- Louseiro*
- Pacio
- Sobrado
- Souto (O Souto)
- Sucarral
- Veiga

## Demografía
Gráfica demográfica de la aldea y parroquia de Loseiro según el INE español:
| Gráfica de evolución demográfica de Loseiro entre 2000 y 2021 |
|                                                               |
| Datos según el nomenclátor publicado por el INE.              |